# Christian Clarke
Christian Clarke es un personaje ficticio de la serie de televisión británica EastEnders, interpretado por el actor John Partridge desde el 17 de enero del 2007, hasta el 15 de noviembre del 2012. John regresó brevemente a la serie el 19 de mayo del 2014 y se fue nuevamente el 20 de mayo del 2014.
En enero del 2015 se anunció que regresaría a la serie para el aniversario número 30 de la serie, luego de que su personaje regresara a Walford para asistir a la boda de su hermana con Ian.

## Antecedentes
John es muy buen amigo de Roxy Mitchell y es padrino de Amy Cristina Mitchell, a quien Roxy nombró en su honor.